# Kellerassel

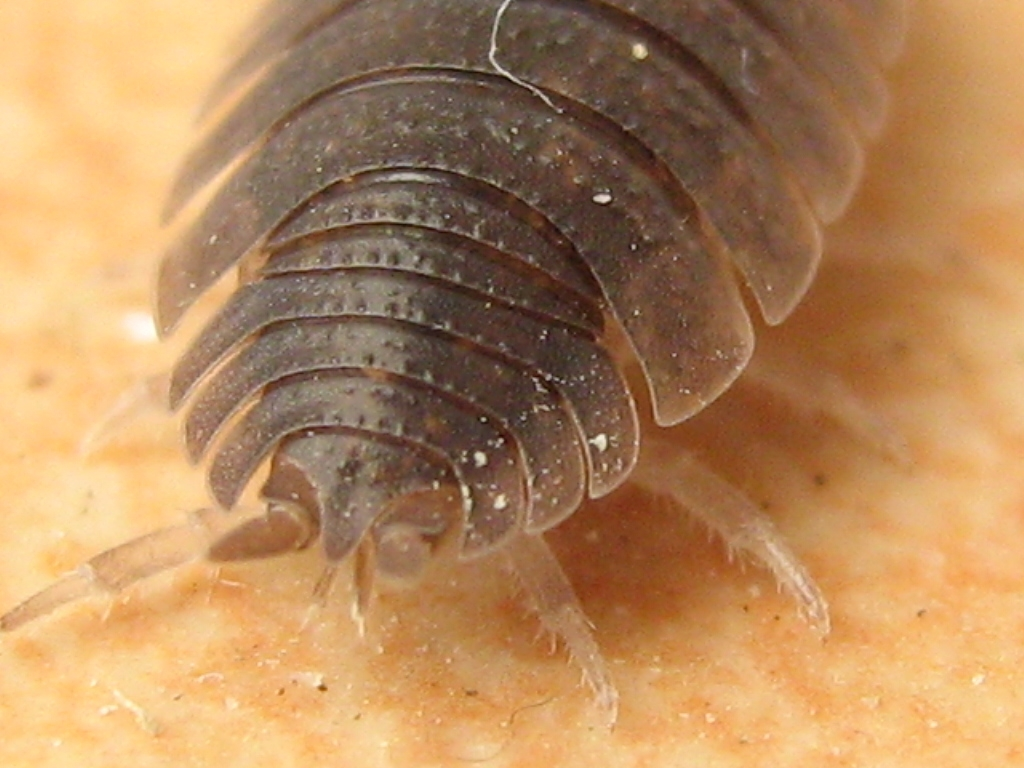
Der Hinterleib einer Kellerassel besteht aus sechs Segmenten. Das letzte Segment, das Telson, läuft spitz zu und trägt seitlich die Uropoden. Die Gliedmaßen der anderen Hinterleibssegmente, die Pleopoden mit den Kiemenanlagen, sind von oben nicht sichtbar.

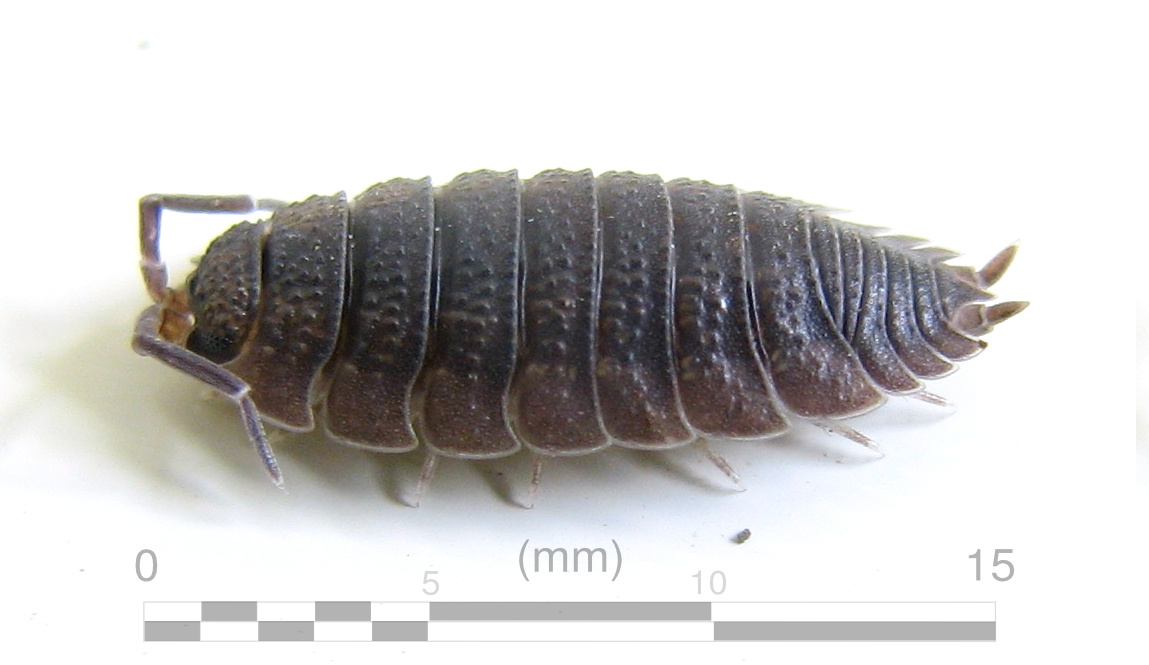
Ein Exemplar in Seitenansicht

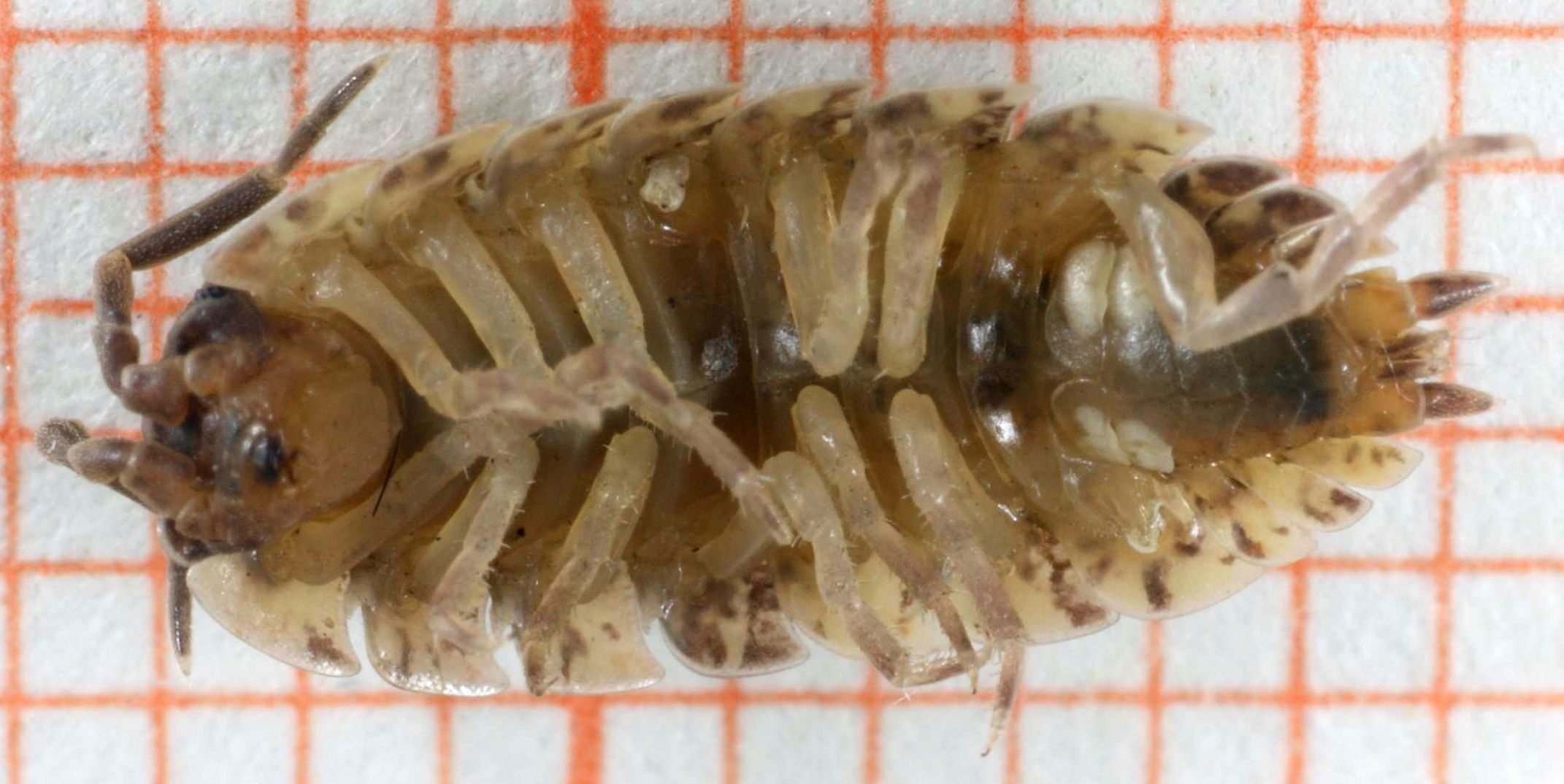
Unterseite eines auffällig gelbgrauen Exemplars

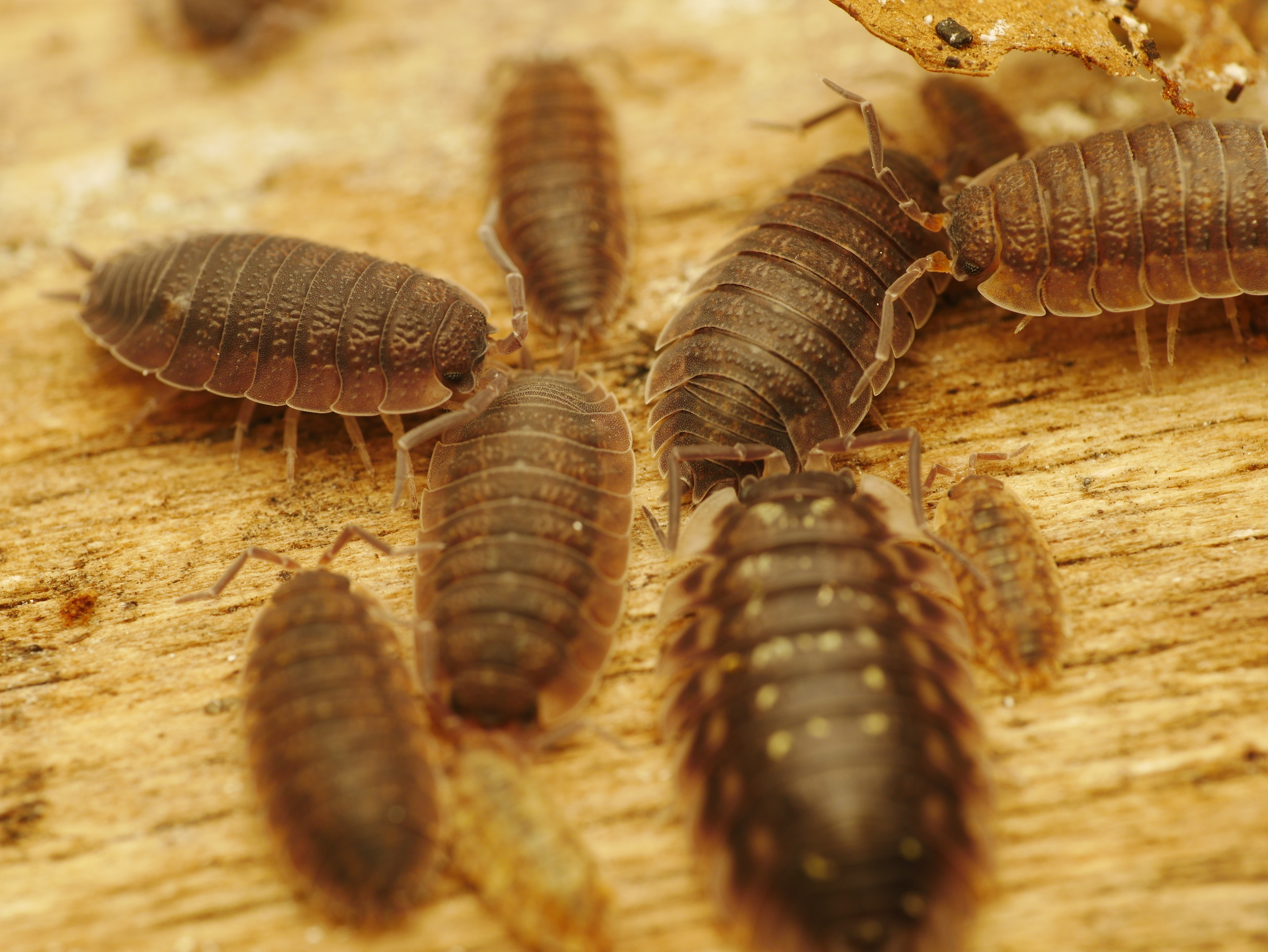
Kellerasseln leben häufig gesellig in Kolonien / Aggregationen

Die Kellerassel (Porcellio scaber), auch Körnerassel oder Raue Kellerassel genannt, gehört zur Familie der Kellerasseln (Porcellionidae) innerhalb der Unterordnung der Landasseln (Oniscidea). Die Art stammt ursprünglich aus Südwesteuropa, konnte sich durch ihre Anspruchslosigkeit in ganz Europa ausbreiten und wurde weltweit in zahlreiche Gebiete eingeschleppt. Es handelt sich in Mitteleuropa um eine sehr häufige Art, dadurch ist sie eine der bekanntesten heimischen Landasseln.

## Merkmale
Die Körperlänge beträgt 9–18 mm. Der breit ovale Körper ist meist einfarbig dunkelgrau oder schiefergrau bis gelbgrau gefärbt, es gibt aber auch rote Tiere mit schwarzen Flecken. Der Hinterleib (Pleon) ist nicht schmaler als die Brust (Cephalothorax). Der halbringförmig gegliederte Rückenpanzer  besteht aus Chitin. Die Körperoberfläche ist gekörnt. Charakteristisch ist vor allem die grobe Körnelung auf den Tergiten des Pereions (2. bis 7. Segment des Körpers). Die Art besitzt keine klaren Fleckenreihen, es können aber in seltenen Fällen gelbe Flecken vorhanden sein. Die Hinterecken des 1. Segments (1. Pereiomer) sind zipfelig, jedoch nicht besonders spitz, ausgezogen.
Die Kellerassel besitzt 7 Paar Schreitbeine, gefolgt von 5 Paar Blattbeinen und einem Paar zweiästiger Uropoden, die (anders als bei anderen Höheren Krebsen) zusammen mit der Schwanzplatte (Telson) keinen Schwanzfächer bilden.
Die Fühlergeißel ist zweigliedrig, besteht also aus zwei Segmenten. Die Seitenlappen am Kopf sind deutlich erkennbar. Der Mittellappen im Stirnbereich des Kopfes ist spitz dreieckig ausgezogen, was ein weiteres charakteristisches Merkmal darstellt. Ein Stirndreieck ist nicht vorhanden. Die Augen bestehen aus mehr als 5 Ocellen.
Bei den Uropoden am Körperende ist der abgeflachte Außen-Ast (Exopodit) länger und breiter als der Innen-Ast (Endopodit). Das Grundglied der Uropoden trägt keinen Fortsatz. Das ebenfalls am Körperende liegende Telson läuft spitz zu, was ein weiteres wichtiges Bestimmungsmerkmal darstellt. Das Telson ist auf der Oberfläche rinnenförmig vertieft.
Das 7. Laufbeinpaar der Männchen weist keine Modifikationen auf. Die Kellerassel besitzt, wie andere Landasseln auch, Pseudotracheen, mit denen sie Sauerstoff aus der Luft aufnehmen kann. Diese sind weiß gefärbt und liegen unter den Außenästen der Hinterleibfüße. Man sieht sie, wenn man die Bauchseite betrachtet. Die Art besitzt 2 Trachealsysteme.
Das distale Ende des männlichen 1. Pleopoden-Exopoditen ist deutlich eingebuchtet, was ein weiteres charakteristisches Merkmal darstellt.

### Ähnliche Arten
Es gibt eine Reihe ähnlicher Arten, vorwiegend ebenfalls aus der Gattung Porcellio. In Mitteleuropa ist die ähnlichste Art Porcellio dilatatus. Bei dieser ist der Mittellappen ebenfalls spitz ausgezogen, das Telson läuft jedoch zungenförmig aus statt spitz. Außerdem befindet sich bei P. scaber eine deutliche Einbuchtung am Ende des distalen männlichen 1. Pleopoden-Exopoditen (Außenast des 1. Hinterbeins), die P. dilatatus fehlt.
Bei Porcellio montanus, Porcellio monticola, Porcellio spinicornis, Trachelipus nodulosus, Trachelipus rathkii und Trachelipus ratzeburgii beschreibt der Mittellappen eine Bogenform und läuft nicht spitz zu, zudem ist er bei P. spinicornis stark aufgekrempt. Die Trachelipus-Arten besitzen außerdem 5 Trachealsysteme anstelle der 3 bei Porcellio. Auch in der Färbung unterscheiden sich die in diesem Abschnitt genannten Arten. Die meisten weisen Fleckenreihen, Marmorierungen oder andere Farbabweichungen auf, die vor allem P. scaber, aber auch P. dilatatus meist fehlen.
Noch einfacher gelingt die Unterscheidung von der Mauerassel (Oniscus asellus), da diese 3 Fühlergeißelglieder besitzt anstelle der 2 bei Porcellio und Trachelipus. Auch Porcellio laevis lässt sich durch die nach vorne gerundeten Hinterecken des 1. Segments gut von den bisher genannten Arten abgrenzen.

## Verbreitung
Die Art kommt genau wie Porcellio dilatatus ursprünglich aus Südwesteuropa und hat durch ihre Anspruchslosigkeit und ihren Expansionsdrang fast ganz Europa erobert. Im westlichen Teil (westlich der Linie Baltikum-Polen-Balkan) lebt sie mittlerweile fast überall auch im Freiland. Regionen mit extremen Wintertemperaturen sowie die mediterranen Länder mit extremen Sommertemperaturen werden entweder gemieden oder die Kellerassel kommt dort nur synanthrop vor.
Neben Europa, wo die Art synanthrop selbst auf Island und im nördlichen Fennoskandinavien zu finden ist, wurde die Art weltweit verschleppt. So ist sie in Amerika vom südlichen Alaska und südöstlichen Kanada bis nach Feuerland in Südamerika zu finden. In Afrika liegen mehrere Funde aus dem südlichen Afrika und einzelne Funde aus Westafrika vor. In Asien ist die Art vor allem aus Japan, aber auch Indien, China, Russland und der Koreanischen Halbinsel bekannt. Im Südwesten und Südosten Australiens und auf Neuseeland ist sie weit verbreitet. Des Weiteren wurde sie auf zahlreiche verschiedene Inseln weltweit verschleppt.
In Deutschland ist die Art in den meisten Gebieten verbreitet, zeigt aber Lücken in einigen Mittelgebirgen sowie Teilen Norddeutschlands. Sie kommt auch auf zahlreichen Nord- und Ostseeinseln vor, darunter auch Helgoland.

## Lebensraum, Synökologie und Lebensweise
Die weltweit verbreitete Art ist an alle Standorte gut angepasst und findet sich meist unter Steinen und Holz.
Besonders bekannt ist sie von synanthropen Standorten in der Nähe von Menschen, wie den namensgebenden Kellern, Gärten, Ställen, Gewächshäusern oder Komposthaufen. Hier ist sie häufig eine dominante Art und bildet größere Kolonien, mit deren Wachstum die Anzahl und Individuendichte anderer Asselarten zurückgeht. Synanthrop findet sie sich häufig gemeinsam mit folgenden anderen Asselarten: Hyloniscus riparius, Trichoniscus pusillus und Armadillidium vulgare.
Im Freiland lebt die Art vorwiegend in Laubwäldern oder Gebüschen, wo sie in feuchten Laubwäldern auch in der Streuschicht und unter Steinen zu finden ist. Seltener sieht man sie unter Totholz, da hier die Mauerassel (Oniscus asellus) vorherrscht und sich die Arten gegenseitig ausschließen. Im Freiland ist die Kellerassel häufig mit folgenden anderen Asseln vergesellschaftet: Hyloniscus riparius, Trichoniscus pusillus, Haplophthalmus danicus, Haplophthalmus mengii und Armadillidium vulgare.
Soweit es Feuchtigkeit und Temperatur zulassen, wird Porcellio scaber überall angetroffen, unter mineralischem, ebenso wie unter organischem Material. Wichtig ist, dass genügend Verdunstungsschutz vorhanden ist. An Tagen mit hoher Luftfeuchtigkeit kann man die Art auch frei herumlaufen sehen, meist in den frühen Morgenstunden oder den späten Abendstunden, da die Art normalerweise nachtaktiv ist und sich tagsüber versteckt hält.

## Ernährung
Sie ernähren sich vom Detritus (abgestorbene organische Substanz) ihrer Lebensräume und gehören damit zu den Saprophagen. Sie spielen eine wichtige Rolle bei der Zersetzung organischen Materials. Aber auch in erntereife Kartoffeln können sie sich Gänge fressen. Eine so betroffene Kartoffel hat dann nur ein Eingangs-/Ausgangsloch von ca. 3 mm Durchmesser. Auch gelagertes Obst und Gemüse wird befallen.
Die Kellerassel kann anderen kleinen Asselarten gefährlich werden, auf engem Raum werden diese angegriffen und angefressen.

## Fortpflanzung und Abwehrverhalten
Die befruchteten 25 bis 90 Eier und die Larven werden in einer flüssigkeitsgefüllten Blase an der Bauchseite vom Weibchen etwa 40 bis 50 Tage getragen. Nach 14 Häutungen sind die Tiere geschlechtsreif, jedoch kommen auch dann gelegentlich noch weitere Häutungen vor, nach ca. drei Monaten sind sie ausgewachsen. Sie haben eine Lebenserwartung von zwei Jahren.
Bei Gefahr stellt sie sich tot (Schreckstarre), kann sich aber, anders als die Rollasseln der Familie Armadillidiidae (z. B. die Gemeine Rollassel), nicht zu einer geschlossenen Kugel einrollen.

## Taxonomie
Die Art wurde 1804 von Pierre André Latreille erstbeschrieben. Es existieren zahlreiche Synonyme der Art. Dazu zählen:
- Oniscus granulatus Lamarck, 1818
- Philoscia tuberculata Stimspson, 1856
- Porcellio asper C.L.Koch, 1847
- Porcellio brandtii Milne Edwards, 1840
- Porcellio cayennensis Miers, 1878
- Porcellio dubius C.L.Koch, 1841
- Porcellio gemmulatus Dana, 1853
- Porcellio graniger White, 1847
- Porcellio granulatus Brébisson, 1825
- Porcellio marginalis Mulaik, 1960
- Porcellio montesumae Saussure, 1857
- Porcellio niger Say, 1818
- Porcellio nodieri Dollfus, 1898
- Porcellio paulensis Heller, 1865
- Porcellio sociabilis L.Koch, 1901
- Porcellio toyamaensis Nunomura, 1980
- Porcellio tristis Zaddach, 1844

Neben dem Nominotypischen Taxon wird noch die Unterart Porcellio scaber lusitanus Verhoeff, 1907 anerkannt.
Der lateinische Artname setzt sich zusammen aus dem Gattungsnamen Porcellio (lat. porcella „Schweinchen“) und dem Epitheton scaber „rau, unsauber“.

## Bilder

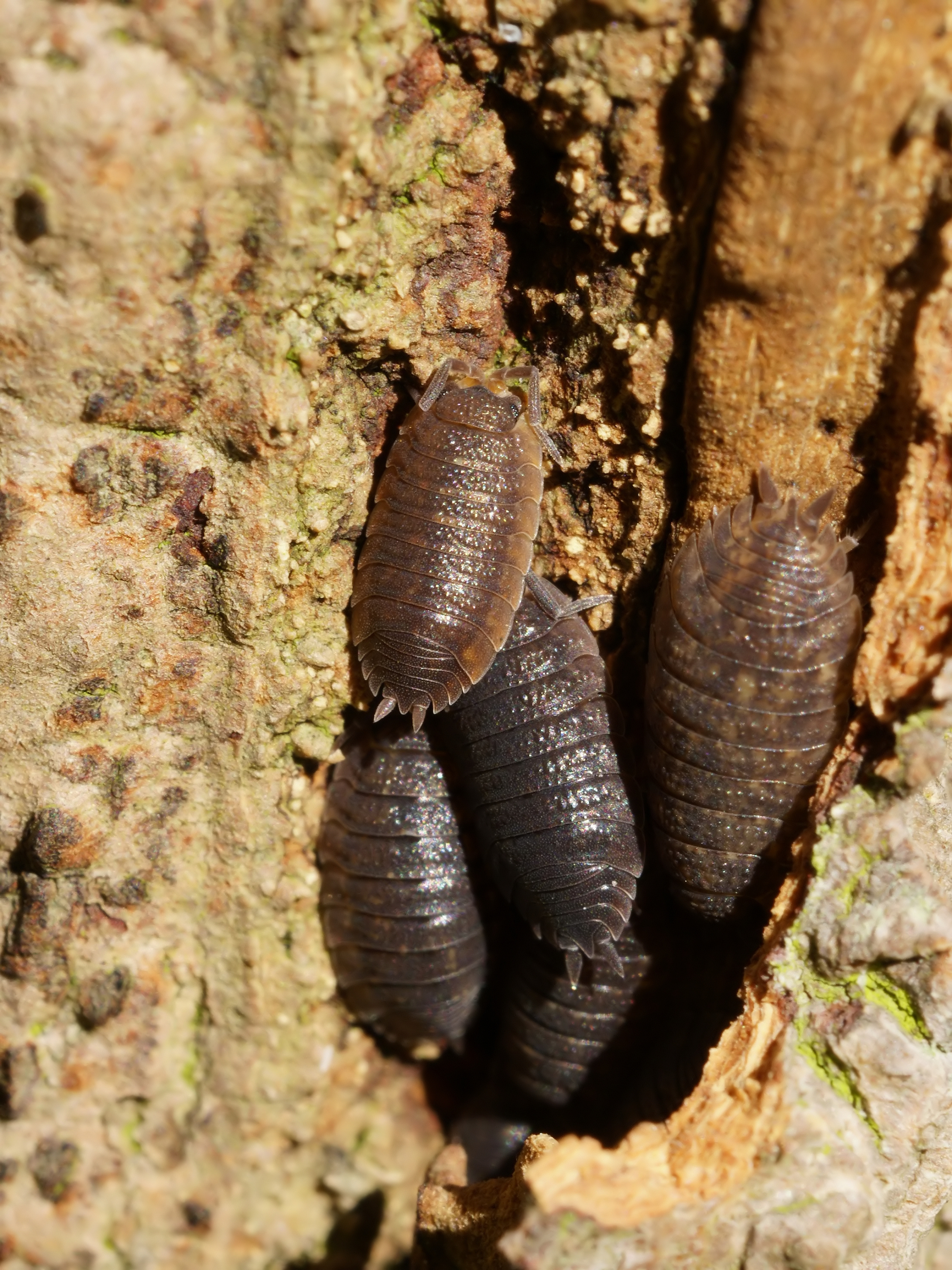
Porcellio scaber
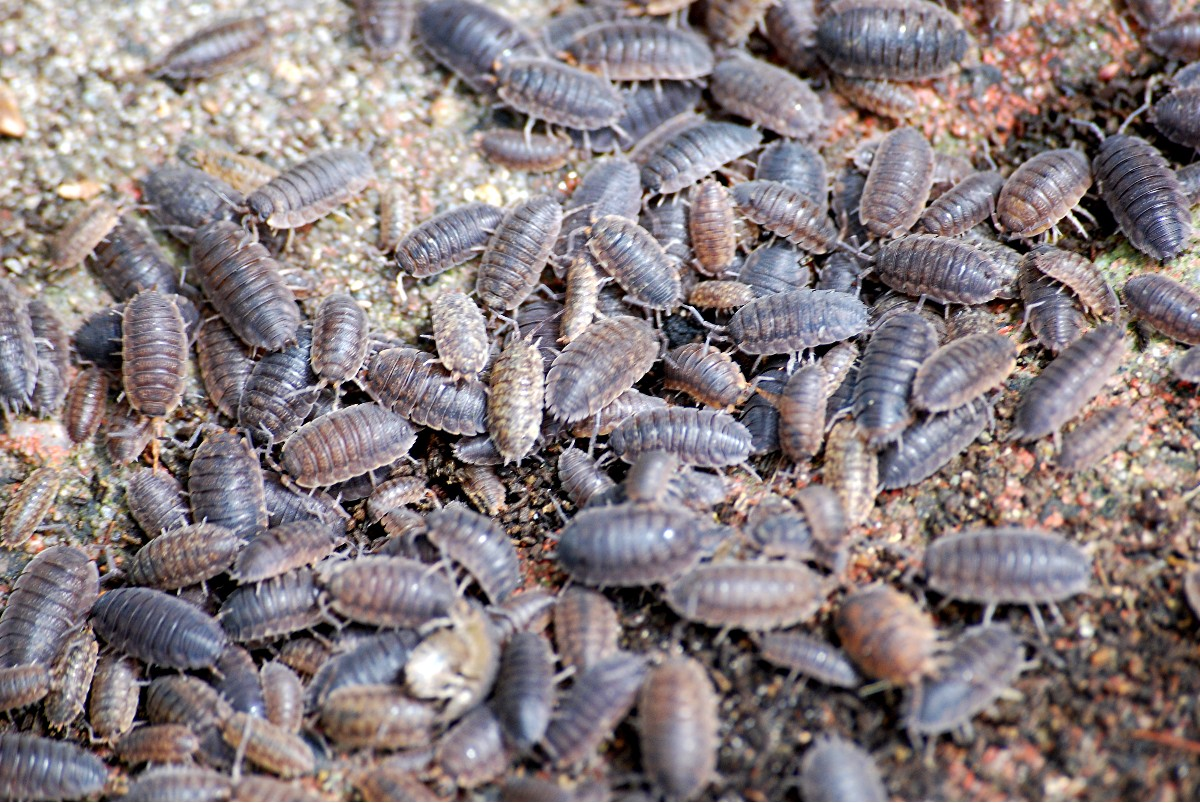
Eine große Kolonie von Kellerasseln
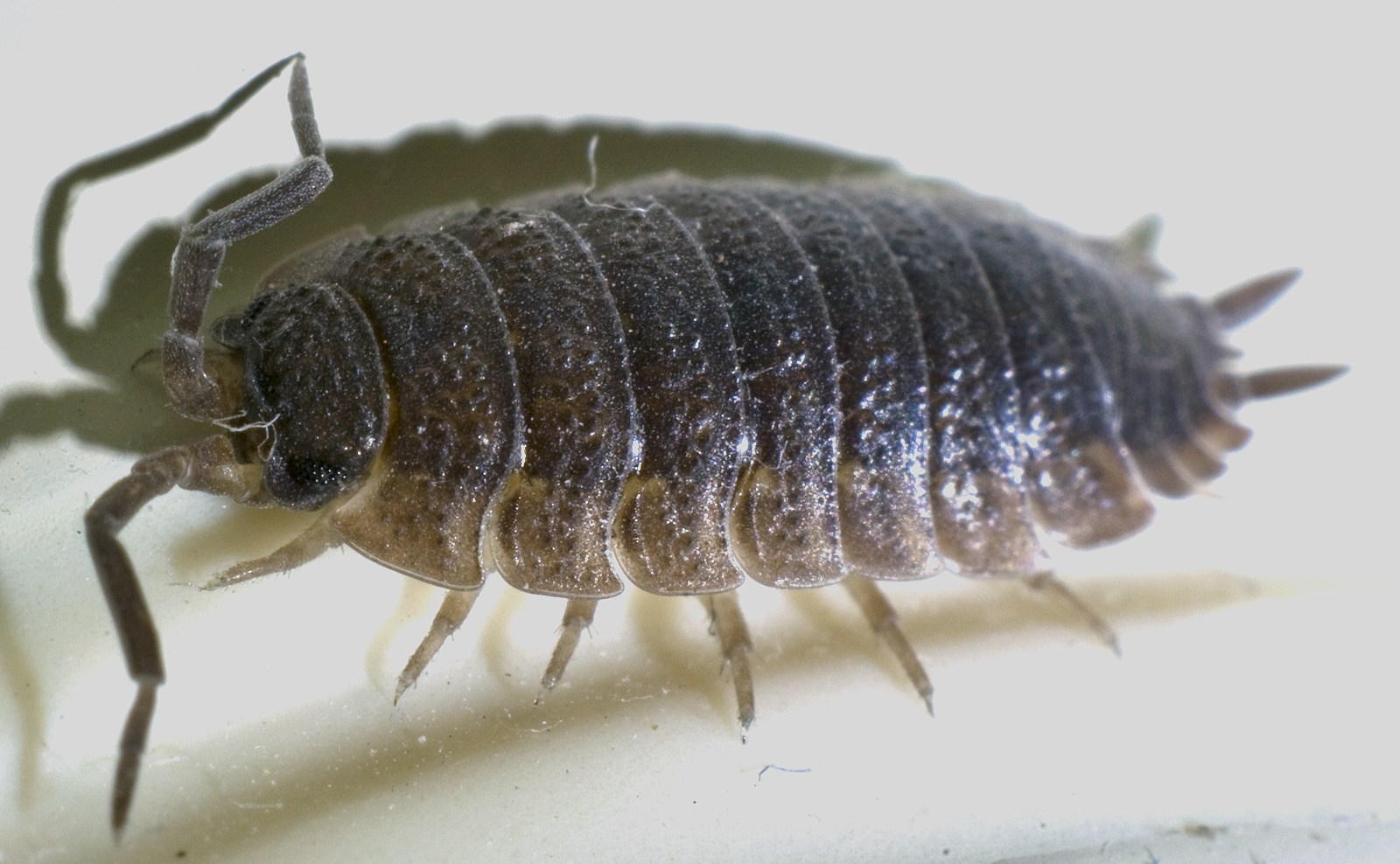
Nahaufnahme
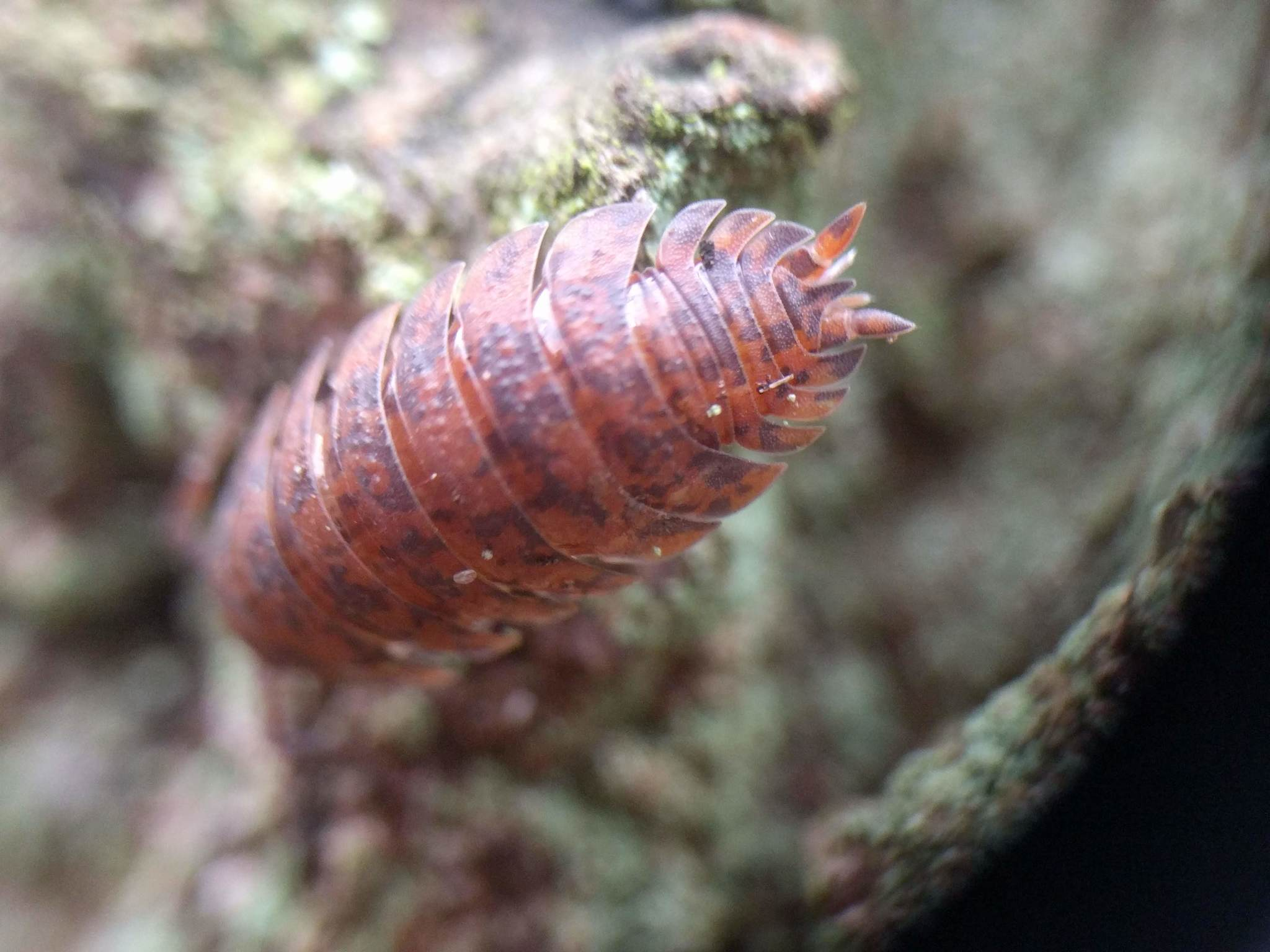
Ein rötlich gefärbtes Exemplar mit dunklen Flecken
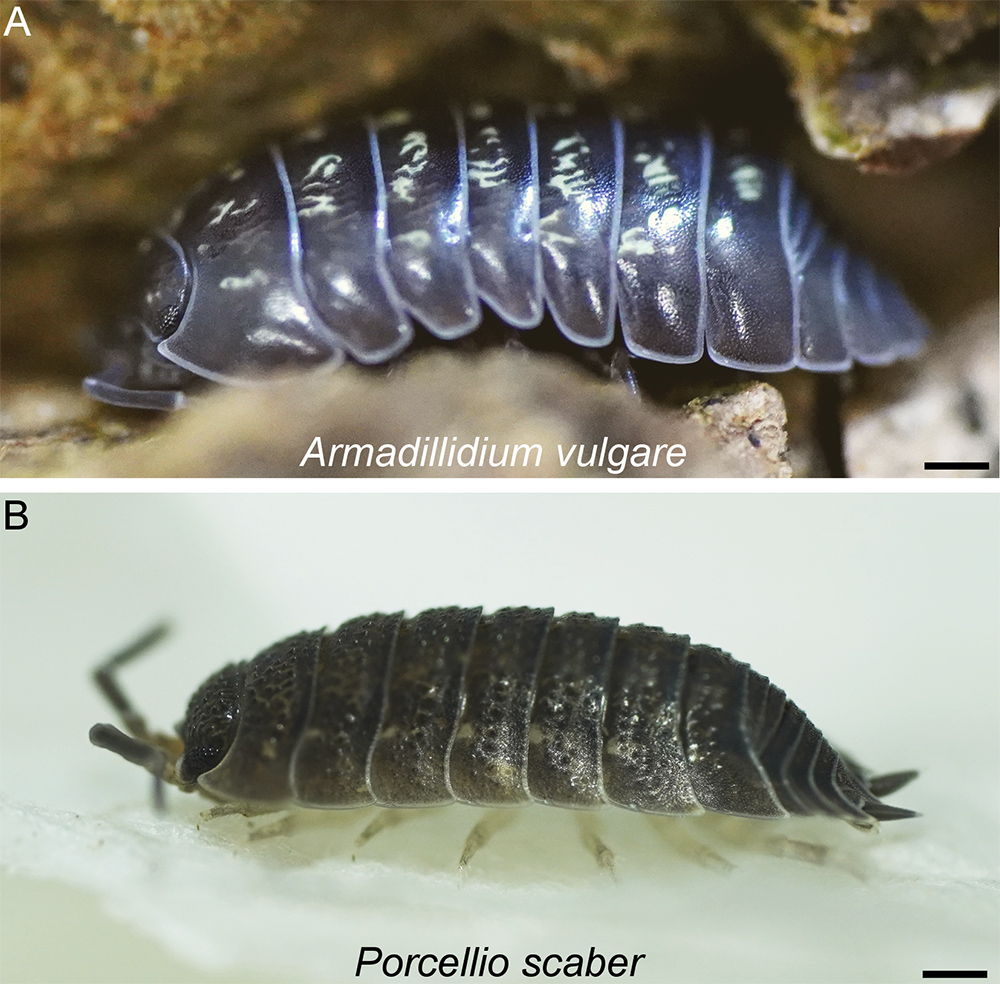
Vergleich zwischen der Kellerassel (unten) und der ebenfalls sehr weit verbreiteten und häufigen Gemeinen Rollassel (oben) in Seitenansicht